# ニュースONE
『ニュースONE』（ニュースワン）は、東海テレビで2015年3月30日から放送されている東海3県向けのローカルニュース・夕方ワイド番組。

## 概要
1998年から放送されていた『FNN東海テレビスーパーニュース』の後継番組としてスタート。タイトルの「One→ONE（ワン）」は東海テレビのチャンネル番号（リモコンキーID）「1」の英語読みに由来する。日曜日は『中日新聞テレビ日曜夕刊』のタイトルで放送している。
『みんなのニュース One』（みんなのニュース ワン）として放送された当初は、フジテレビ『みんなのニュース』のローカル版としてキー局に合わせた番組名であり、2016年度まで東海テレビ本社の所在地から採られた「東桜一丁目テレビ」というサブタイトルがついていた。
東海テレビにおけるこれまでの編集方針・番組内コーナー、さらにはスタジオセットにテーマ曲を含めたBGMに至るまで大幅に刷新し、東海三県のいわゆる「ニュース戦争」に打ち勝つためだけではなく「多種多様なメディア」とも勝負する「新時代の報道番組」。
男性メインキャスターは中村昌秀に代わり福島智之が、女性キャスターは浦口史帆が引き続き担当となるが、曜日ごとに松井美智子がキャスターを務めた。
2018年度より、フジテレビの夕方ニュース枠が刷新され『プライムニュース イブニング』がスタート。それを受け、タイトルにあった『みんなの』を省き『ニュースOne』となり、キャスターが二人体制となる。『みんなのニュース One』ではリポーターを務めた上山真未、もう一方は『東海テレビスーパーニュース』( - 2001年まで) でメインキャスターだった高井一が務めることとなった。福島・松井は一時降板し、浦口は土曜Oneに転換。フィールドキャスターには高橋知幸・速水里沙が加入した。当時、報道部に異動となった杉山真一はフィールドキャスターを継続している。
2019年度より、フジテレビ夕方ニュース枠が刷新され『Live News it!』がスタートするが、当番組は継続する。『スイッチ!』で司会を務めた長島弘樹・恒川英里がフィールドキャスターに加入。速水は『スイッチ!』に異動、杉山は一時降板。それに伴い、番組テロップやオープニング・スタジオモニターなどで使用されるロゴのイメージカラーを、従来の青から『Live News it!』で採用されたピンクと黄色に合わせている。同年6月に長島が東海テレビを退社し、森夏美・柴田美奈・前田輝を代理に充て、2020年3月30日より一部テロップとオープニングならびにスタジオセットが大幅リニューアルされた。同年9月28日、『Live News it!』から『Live News イット!』へのリニューアルに伴いFNN枠の時間が変更となった。
2021年10月4日からの『Live News イット!』第1部のネット開始（単独番組扱い）に伴い放送時間が1分短縮され16時50分開始となる。ただし、『Live News イット!』の第1部を16時49分15秒で飛び降りるため、実質的な短縮は15秒のみとなる。
2022年4月4日より、高井一・上山真未に変わり、松井美智子がメインキャスターを務める。『みんなのニュース One』では曜日ごとのキャスターだったが、全曜日務めるのは『東海テレビスーパーニュース』以来。タイトルは『NEWS ONE』に変更となる。在名4局（東海テレビ、中京テレビ、CBCテレビ、メ〜テレ）の月曜〜金曜の夕方ニュースのメインキャスターはすべて女性アナが担当することになった。メインキャスターの変更と共に、テロップ・オープニング・スタジオセット・一部コーナー・一部キャスターがリニューアルされた。気象キャスターは『東海テレビスーパーニュース』終了時点から吉田ジョージが務めていたが、2021年に気象予報士試験を合格した福島智之が担当することとなった。ロゴやスタジオは、SDGsが意識されている。
2021年10月4日から2023年1月13日まで単独番組として放送された「Live News イット!」（15時45分 - 16時50分）を、同年1月16日から1月27日の期間限定で当番組に内包して15時43分から開始させたのち、同年4月3日からは本格的に前倒しすることとなった。
2023年9月1日（金）より、東海ラジオ放送アナウンサーの安蒜豊三が金曜日レギュラーとして加入。
2024年4月1日より、タイトルが『ニュースONE』に変更。メインキャスターも松井から安蒜・柴田美奈に交代。安蒜は東海ラジオに在籍したままであるが、気象予報士としての出演とは言え現役の東海テレビのアナウンサーである福島もレギュラー出演している中での安蒜のメイン就任は変則的な体制となっている。なお、在名4局（東海テレビ、NHK名古屋、CBCテレビ、メ～テレ）の平日の夕方ニュースのメインキャスターは男性アナが担当することになった。

## 放送時間
みんなのニュース One
| 期間      | 期間      | 放送時間（JST）         | 放送時間（JST）        | 備考     |
| 期間      | 期間      | 月 - 金曜日             | 土曜日                 | 備考     |
| --------- | --------- | ----------------------- | ---------------------- | -------- |
| 2015.3.30 | 2018.3.31 | 16:49 - 19:00 （131分） | 17:30 - 18:00 （30分） | [ 注 4 ] |

ニュースOne
| 期間      | 期間      | 放送時間（JST）        | 放送時間（JST）       | 備考     |
| 期間      | 期間      | 月 - 金曜日            | 土曜日                | 備考     |
| --------- | --------- | ---------------------- | --------------------- | -------- |
| 2018.4.2  | 2021.10.2 | 16:49 - 19:00（131分） | 17:30 - 18:00（30分） | [ 注 5 ] |
| 2021.10.4 | 2022.4.2  | 16:50 - 19:00（130分） | 17:30 - 18:00（30分） | [ 注 5 ] |

NEWS ONE
| 期間      | 期間      | 放送時間（JST）         | 放送時間（JST）       | 備考     |
| 期間      | 期間      | 月 - 金曜日             | 土曜日                | 備考     |
| --------- | --------- | ----------------------- | --------------------- | -------- |
| 2022.4.4  | 2023.1.14 | 16:50 - 19:00（130分）  | 17:30 - 18:00（30分） | [ 注 5 ] |
| 2023.1.16 | 2023.1.27 | 15:43 - 19:00（197分）  | 17:30 - 18:00（30分） | [ 注 5 ] |
| 2023.1.30 | 2023.3.31 | 16:50 - 19:00 （130分） | 17:30 - 18:00（30分） | [ 注 5 ] |
| 2023.4.3  | 2024.3.29 | 15:43 - 19:00（197分）  | 17:30 - 18:00（30分） | [ 注 5 ] |

※2021年10月4日から2023年1月13日まで、2023年1月30日から2023年3月31日まで平日の15:45 - 16:50に『Live News イット!』を単独番組扱いで放送。2023年1月16日から1月27日まで、2023年4月3日からは当番組に内包。
ニュースONE
| 期間      | 期間      | 放送時間（JST）        | 放送時間（JST）       | 備考     |
| 期間      | 期間      | 月 - 金曜日            | 土曜日                | 備考     |
| --------- | --------- | ---------------------- | --------------------- | -------- |
| 2024.4.1  | 2025.3.28 | 15:43 - 19:00（197分） | 17:30 - 18:00（30分） | [ 注 5 ] |
| 2025.3.31 | 現在      | 15:42 - 19:00（198分） | 17:30 - 18:00（30分） | [ 注 5 ] |

## 出演者
特記以外は、出演時点で東海テレビアナウンサー。

### 平日版『ニュースONE』
| 月曜日                                                 | 火曜日                            | 水曜日                            | 木曜日                              | 金曜日           |
| メインキャスター                                       | メインキャスター                  | メインキャスター                  | メインキャスター                    | メインキャスター |
| ------------------------------------------------------ | --------------------------------- | --------------------------------- | ----------------------------------- | ---------------- |
| 安蒜豊三（東海ラジオアナウンサー） 柴田美奈            |                                   |                                   |                                     |                  |
| コメンテーター                                         |                                   |                                   |                                     |                  |
| 萱野稔人（隔週） 菊地幸夫（隔週）                      | 鈴木哲夫（隔週） 笠井信輔（隔週） | 丸田佳奈（隔週） 二木啓孝（隔週） | 小椋久美子（隔週） 中野雅至（隔週） | 大谷昭宏         |
| 気象コーナー                                           |                                   |                                   |                                     |                  |
| 福島智之（気象予報士）                                 |                                   |                                   |                                     |                  |
| ナレーション                                           |                                   |                                   |                                     |                  |
| 棚橋真典（外部所属）この他、局アナが担当する事がある。 |                                   |                                   |                                     |                  |

## 過去の出演者
◯は、出演時点で東海テレビアナウンサー。
メインキャスター（メインMC）
- 高井一◯ 【ニュースOne】
- 浦口史帆○【みんなのニュース One】
- 上山真未○【ニュースOne】
- 松井美智子○【NEWS ONE】

コメンテーター
- いとうまい子（女優。名古屋市出身）
- 長谷川幸洋（中日新聞社論説副主幹）
- 武田邦彦（中部大学総合工学研究所特任教授）
- 荻原博子（経済評論家・エコノミスト）
- 村上佳菜子（2019年1月7日 - 2022年3月30日 かな☆スポ!） - 隔週月曜日→水曜日
- 山本昌 - 隔週月曜日→月曜日
- 中日新聞社員 - 火曜日
- 村尾信尚（2021年11月23日、2022年1月5日、2022年4月11日 - 2023年3月27日）隔週月曜日

気象予報士
- 吉田ジョージ

スポーツキャスター
- 浅田舞（元フィギュアスケート選手　名古屋市出身、開始 - 2018年12月24日【毎週月曜】舞セレクション）

リポーター・フィールドキャスター・ナレーション・サブキャスター
- 上山真未○ - 「NEWS ONE」のナレーション（2022年4月4日 - 2022年11月）と「みんなのニュース One」のリポーター（不定期、2015年 - 2018年3月）
- 柴田美奈○ - 「ニュースOne」フィールドキャスター（月曜 - 金曜）と「NEWSONE」火木曜日サブキャスター
- 恒川英里○ - 「ニュースOne」（2019年4月3日 ‐ 2021年9月）フィールドキャスター【水・木曜】
- 篠田愛純○ - 「NEWS ONE」金曜フィールドキャスター
- 速水里彩○ - 「ニュースOne」（フィールドキャスター、2018年4月 - 2019年3月）

## 主なコーナー
『ふく天』
『ミライのニュース』
『THE VOICE』
『ONEスポット』
『大谷ジャーナル』
『ラストピ』
『ONEトピ』
『Live News イット!』
平日は15:45 - 16:49.15の第1部と17:48 - 18:09の全国ネット枠に加え第3部の「Allnews6」（18:48:30 - 18:55）、土曜は17:30 - 17:46.40の全国ネット枠をそれぞれネットしている。
『WEBニュースランキング』
『Teshigoto』
『100年コンパス』
『アレカラ』
『5時 ONE』『6時 ONE』
『しらべてみたら』
『Live News イット!』の特集コーナーを遅れネット。

## 過去のコーナー
『かな☆スポ!』
前任者の浅田舞の『舞SPORTS』後継コーナー。スポーツキャスターである村上佳菜子が取材する。
『ウェザーOne（ジョージの天気上々）』
気象予報士の吉田ジョージが気象に関する旬の話題を伝える。
『Oneトピ』
最新ニュースとトピックスをまとめて伝える。
『大谷主義』（金曜日）
リニューアル前の「みんなのニュース One」から放送。ジャーナリストの大谷昭宏がニュースを深堀り。
『ふるさとーク!』
『駅前福ちゃん』
リニューアル前の平日メインキャスターだった福島が東海三県の鉄道駅周辺を街歩き。
『5時SP（スペ）』
『みんなの投稿コーナー』
『ナイターOne』
19:00からプロ野球を中継放送する時、18:09.30（2020年9月25日までは18:14）からナゴヤドームと中継を繋ぎプロ野球を放送。また、19:00からの放送にステブレレスで放送する。なお、『ほぼまいにちスポーツOne』の1項目を伝えた後に、中継をつなぐ場合もある。
『舞SPORTS』
前番組・スーパーニュースから継続。スポーツキャスターである浅田舞が取材する。リニューアル前の「みんなのニュース One」から放送。
『くらしOne』
『平成レビュー』
『プライムニュース イブニング』
フジテレビから全国の最新ニュースを17時53分～18時14分のFNN枠全国ネットゾーンのみを基本的に放送。不定期で16時50分 ^ 17時12分頃又は関東ローカル枠の18時50分 - 19時のそれぞれ時間帯で放送するときも多い。
『ワイドなone』
芸能とスポーツの話題をフジテレビのアレコレトのVTRを時差ネットで伝えている。
『東桜一丁目 イチオシ調査隊』
2015年9月29日まで放送。前番組『スーパーニュース』の『まちかど調査隊』を引き継いだコーナー。
『みんなのニュース』
フジテレビから17時34分 - 17時53分と全国ネットゾーン枠の17時53分～18時14分のそれぞれに放送。過去には2015年度は17時 - 17時25分頃と17時54分 - 18時15分のそれぞれに放送。それ以降も16時52分頃 - 17時18分頃と全国ネットゾーン枠の17時53分～18時14分のそれぞれに放送。
『スペシャルOne』
『行ってみたら こうだった』
2015年10月1日から2017年3月30日まで放送。『東桜一丁目 イチオシ調査隊』の後継となるコーナー。
『セレクトOne』
『東桜一丁目 こどもニュース』（月 - 木曜日）
『夕刊 東桜タイムズ』
『まちのテッパン教えてください!』
『スギヤマ探偵社』
視聴者から番組に寄せられた疑問や依頼等を杉山真一が解決する。
『マツケンさんぽ ONE week』
『スイッチ!』で月 - 木曜に放送中のコーナー。俳優・松平健が東海地方を歩く。